# Eduardo Stein
 (août 2023).
 (mai 2023).
Eduardo Stein Barillas, né le 20 octobre 1946 au Guatemala, est un homme politique guatémaltèque, vice-président de la république entre 2004 et 2008 et ministre des affaires étrangères entre 1996 et 2000.

## Études
Eduardo Stein Barillas réalise la plupart de ses études supérieures aux États-Unis. Il est diplômé en philosophie à l'Université de Saint-Louis (Missouri) en 1969. Il est en outre détenteur d'une maîtrise et d'un doctorat en sciences de la communication de l'Université Northwestern (Illinois) respectivement depuis 1970 et 1978.

## Vie politique

### Ministre des affaires étrangères
Eduardo Stein prête serment sur invitation du président Álvaro Arzú en tant que ministre des affaires étrangères de la république du Guatemala le 14 janvier 1996 et occupe ce poste durant tout le mandat présidentiel, jusqu'au 14 janvier 2000. À ce titre, il participe activement au processus de paix guatémaltèque, au cours de la dernière étape des négociations (1996), et à l'obtention d'un soutien international pour les phases de mise en œuvre des accords de paix (1997-1999).
Antérieurement, il avait acquis de l'expérience en relations internationales en étant notamment représentant de l'Organisation internationale pour les migrations (OIM) au Panama entre 1993 et 1995.

### Vice-président de la république
En tant que vice-président, il est responsable de la coordination du conseil général de ministres et des cabinets sectoriels. Son agenda se concentre principalement sur les thèmes sociaux du développement, et plus particulièrement sur les thèmes des peuples autochtones, de l'agriculture et du développement rural, ainsi que sur la présidence du conseil national de science et technologie.
- Il initie la première étude nationale complète sur les mécanismes du racisme au Guatemala, en incluant les coûts économiques du racisme pour le pays. Il a développé à partir de cette étude sa politique publique pour la cohabitation et l'élimination du racisme et de la discrimination, ainsi que la discussion et la préparation avec divers secteurs de la société civile. Dans ce cadre, il a promu la création du conseil consultatif des peuples autochtones pour l'organe exécutif.
- Également, il prend à charge la recherche de solutions aux conflits fonciers au Guatemala, ce qui aboutit à la résolution de plus de 1000 conflits fonciers par voie négociée.
- Il promeut — avec les ministres et les autorités compétentes — l'adoption de la loi sur la sécurité alimentaire et nutritionnelle, la création du Conseil national de sécurité alimentaire et le Secrétariat national de sécurité alimentaire, où s'est implémenté un système national de surveillance et d'alerte précoce dans les zones vulnérables.
- Aussi, au poste de vice-président, il initie et obtient « l'Accord national pour la mise en œuvre des dépenses sociales pour réduire la pauvreté », comme un gouvernail de l'investissement public.
- Il promeut la création du Conseil consultatif de sécurité avec la participation des représentants de la société civile, un des engagements des accords de paix.
- Il promeut la création de la Commission internationale contre l'impunité au Guatemala (CICIG) en collaboration avec le Secrétariat général de l'Organisation des Nations unies.

Dans le dernier semestre de son mandat, il promeut un programme complet de transition, avec tous les partis politiques dans les élections — en mettant en place une collaboration dépassant la transmission d'informations officielles vers le nouveau gouvernement.
Il est chargé par l'Organisation des États américains (OEA) de diriger la mission d'observation électorale pour les élections générales du Pérou, en l'an 2000. Il s'est retiré de la mission avant le vote en deuxième ronde pour protester contre les irrégularités et l'absence de conditions satisfaisantes[Par exemple ?]. Son rapport conclut que les élections n'ont été « ni libres ni justes ». Après l'effondrement de l'administration Fujimori, il assume des fonctions similaires en 2001 pour les élections générales convoquées par le gouvernement provisoire du président Valentín Paniagua. Plus récemment, il dirige la mission d'observation électorale de l'Organisation pour le référendum révocatoire en Bolivie, le 10 août 2008.

## Participations internationales
- Il a collaboré avec le Programme des Nations Unies pour le développement en tant que modérateur du Dialogue national pour la réforme de la sécurité sociale en Panama, et a été conseiller du Dialogue nationale pour la concertation de l´Agenda d´État au Pérou.
- Il a été un des 15 membres de la Commission internationale sur les menaces à la démocratie, présidé par l'ancien secrétaire d'État, Mme Madeleine Albright.
- Il a été un des 12 membres de la Commission internationale sur la souveraineté des États et l'intervention, qui a rapporté au Secrétaire général de l'ONU en décembre 2001 et dont le rapport a créé le concept et la doctrine de la responsabilité de protéger.
- Il a été aussi, avant d'être vice-président, un des deux membres latino-américains du conseil du groupe international de crise.
- Il a été un des 10 membres de la commission de l'Amérique latine de la Brookings Institution, qui a préparé une proposition de l'Agenda latino-américain pour l'administration du président Obama aux États-Unis.
- Il a été co-président, avec l'ancien président Ernesto Zedillo du Mexique et ancien secrétaire au commerce des États-Unis, Carlos Gutierrez, du Groupe de travail sur les migrations régionales patronné par l'Institut international pour le développement des politiques migratoires (Migration Policy Institute, MPI) et Wilson Center for International Scholars, dont le rapport a été présenté en mai 2012 à Washington DC.

Il possède une vaste expérience dans le domaine académique, des sujets multilatéraux et les questions de développement, à partir de positions qui l'ont lié au processus de paix en Amérique centrale et à l'intégration régionale.
Dans ces responsabilités, il participe à divers sommets des présidents et vice-présidents de l'Amérique centrale sur le processus de paix dans la région, à partir ci-après « Esquipulas I », ainsi que dans le « Dialogue de San José » avec l'Union européenne.
Dans le cadre du Système économique latino-américain (SELA), il obtient la responsabilité du Comité d'action de soutien au développement économique et social de l´Amérique Centrale (CADESCA) avec un siège à Panama, où des projets de développement régional qui ont été accompagnés avec des tableaux de négociation politique du Groupe de Contadora ont été promus après le processus de paix d'Esquipulas.[pas clair]
Il est invité par le président Porfirio Lobo de l´Honduras en février 2010 pour préparer la mise en place de la Commission de vérité et de réconciliation dans ce pays -CVR- et a prêté serment à titre de coordinateur le 4 mai de la même année, charge qu'il a exercée jusqu'à la fin du CVR le 1er septembre 2011 (après d´avoir présenté son rapport et ses recommandations à la Nation le 7 juillet).
Après ce service, il est conseiller principal de l´Unité de surveillance aux recommandations de la Commission de la Vérité (USCVR) créé au sein du ministère de la Justice et des Droits de l'homme dans le gouvernement du président Porfirio Lobo, pour promouvoir et soutenir la mise en œuvre de ces recommandations à l'appareil interne de l'État de l´Honduras. Ce soutien se concrétise en vertu des contrats successifs avec le PNUD du Honduras, par des visites mensuelles d'une semaine et des soutiens à distance, ainsi que des activités avec les divers pouvoirs de l'État, le Tribunal suprême électoral, aux partis politiques, des institutions universitaires, des organisations de la société civile, les organisations du secteur privé et les médias de communication sociale.
Il est appelé par le président élu du Guatemala, Otto Pérez Molina, afin de coordonner la transition entre les gouvernements de novembre 2011 à janvier 2012, jusqu'à l'inauguration présidentielle. Il est appelé une nouvelle fois en 2012 pour intégrer une équipe de sept personnalités destinée à proposer un ensemble de réformes de la Constitution guatémaltèque.
Il travaille ensuite comme consultant indépendant. Il coordonne le Réseau Centre-américain des Centres de pensée et d´incidence (LaRED).